# Ohrnknott
Der Ohrnknott (auch: Orenknott oder Ohrenknott) ist ein 2258 m s.l.m. hoher Gipfel in Südtirol, Italien.

## Lage
Der Ohrnknott liegt nordwestlich von Meran oberhalb der Ortschaft Rabland in der Texelgruppe, einer Gebirgsgruppe der Ötztaler Alpen. Nach Süden hin fällt der im Naturpark Texelgruppe unter Schutz gestellte Ohrnknott steil zum etwa 1.700 Meter tiefer gelegenen Vinschgau mit den Ortschaften Naturns und Rabland ab. Der Gipfel, eigentlich eine nur wenig eigenständige Erhebung im Südostgrat der Zielspitze (3006 m), ist ein markanter Aussichtspunkt und trägt ein Dreifachkreuz, das vom Tal aus gut sichtbar ist, jedoch nicht genau an der höchsten Stelle steht. Alljährlich am Herz-Jesu-Sonntag werden am Gipfel traditionelle Feuer entzündet.

## Wege
Der Aufstieg  kann über mehrere Routen erfolgen. Ein Weg führt von der Bergstation der Texelbahn (1544 m) zuerst dem Weg zur Zielspitze folgend. Ein weiterer Zustieg erfolgt von der Jausenstation Hochforch (1555 m) am Meraner Höhenweg über die Orenalm. Beide Wege sind unschwierig. Passende Ausrüstung, Witterung und Erfahrung vorausgesetzt, erreicht man den Gipfel in etwa zwei Stunden.